# パパ・アラワンカイナ

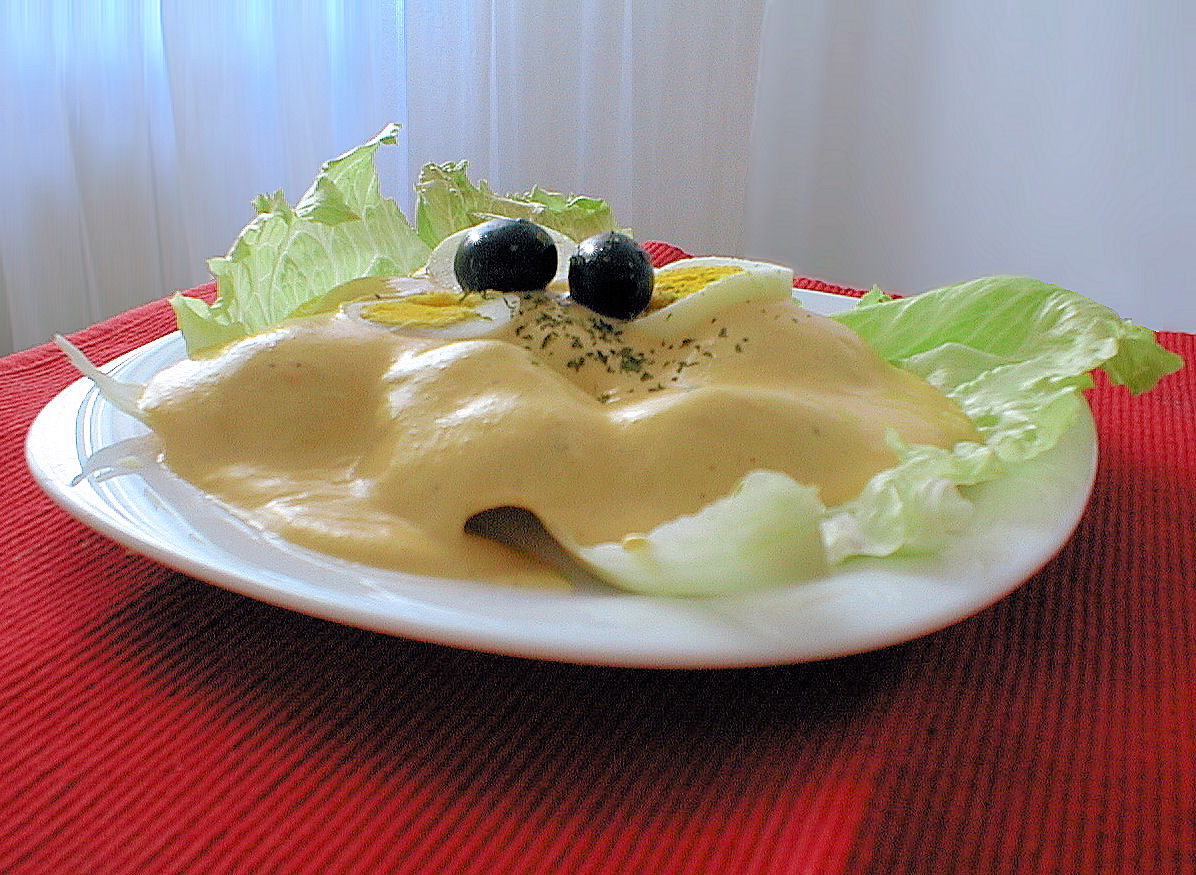
パパ・アラワンカイナ

パパ・アラワンカイナ（スペイン語：Papa a la Huancaína）とは、ペルーの料理の1つ。茹でたジャガイモに、チーズを使ったソースをかけたものである。

## 概要
パパ（Papa）はジャガイモのことで、ワンカヨ（Huancayo）は地名。したがって「パパ・アラワンカイナ」というのは、「ワンカヨ風ジャガイモ料理」という意味である。しかし、古くからワンカヨ地方で食べられていた料理であるかどうかは定かではない。ある作業場の食堂で、ワンカヨ出身の女性が作ったものが評判になったため、この名前で呼ばれるようになったという説もある。

### 作り方
作り方は次の通り。
1. ケソ・ブランコ（フレッシュチーズ）とアヒ・アマリージョ（黄唐辛子）に牛乳を加えたものをミキサーで混ぜる。
2. 上記を小鍋で煮る。ニンニク・パセリ・ロコト・レモン汁・オリーブ油などを好みで加え、食塩で味付けをする。
3. ジャガイモは皮をむき、小さいものなら丸ごと、大きいものなら2つか4つに割って茹でる。
4. 卵を固ゆでにする。
5. レタスを洗い、細かくちぎって皿に盛る。並べてジャガイモと殻をむいたゆで卵を置き、その上から2のソースをかける。好みでトマトやチーズを添える。また、黒く熟したオリーブの実をジャガイモの上に乗せることもある。

- ソースを作る時の分量配分で、同じパパ・アラワンカイナでもだいぶ味の異なるものが出来上がる。特にアヒ・アマリージョをどれくらい入れるかで辛みが変わり、中には全く入れずに辛くしないというレシピもある。逆に、ロコトを入れて辛みを強くすることもある。